# Колберн, Зера
Зера Колберн (англ. Zerah Colburn, 1 сентября 1804 — 2 марта 1840) — вундеркинд XIX века, прославившийся умственными вычислениями.

## Биография
Колберн родился в Каботе, штат Вермонт, в 1804 году. До шести лет он считался умственно отсталым. Однако после шести недель обучения его отец услышал, как он повторяет таблицу умножения. Его отец не был уверен, выучил ли он таблицу с помощью своих старших братьев и сестёр, но он решил дополнительно проверить его математические способности и обнаружил, что было что-то особенное в его сыне, когда Зера правильно умножил 13 на 97.
Способности Колберна быстро развивались, и вскоре он смог решить такие задачи, как число секунд в 2000 лет, произведение 12 225 на 1223 или квадратный корень из 1449. Когда ему было семь лет, ему потребовалось шесть секунд, чтобы подсчитать количество часов за тридцать восемь лет, два месяца и семь дней.
Сообщается, что Зера смог решить довольно сложные проблемы. Например, шестое число Ферма — 225+1 (или 232+1). На вопрос в том, является ли число 4 294 967 297 простым или нет, Зера подсчитал в уме, что простым числом оно не было, и имеет делитель 641. Другой делитель — 6 700 417, и его легко найти с помощью калькулятора.
Отец использовал таланты своего сына, возив Зеру по стране, а затем и за границу, продемонстрировав исключительные способности мальчика. Они покинули Вермонт зимой 1810—1811 годов. Проезжая через Ганновер, штат Нью-Гэмпшир, Джон Уилок, тогдашний президент Дартмутского колледжа, предложил взять на себя всю заботу и расходы по его образованию, но его отец отклонил предложение. В Бостоне выступления мальчика привлекли большое внимание. Его посещали профессора Гарвардского колледжа и выдающиеся люди всех профессий, и в газетах было опубликовано множество статей о вычислительных способностях Зеры.
После отъезда из Бостона Зера выступал по всему центру. В январе 1812 года отплыл с отцом в Англию. В сентябре 1813 года Колберн выступал в Дублине. Он столкнулся с 8-летним Уильямом Роуэном Гамильтоном в состязании по ментальной арифметике, и стал явным победителем. В ответ на своё поражение Гамильтон уделял меньше времени изучению языков и больше времени изучению математики. После путешествий по Англии, Шотландии и Ирландии, Зера провел 18 месяцев в Париже. Здесь Зера был помещён в лицей Наполеона, но вскоре был забран своим отцом, который в 1816 году вернулся в Англию в крайней нищете.
Граф Бристоль вскоре заинтересовался мальчиком и поместил его в Вестминстерскую школу, где он оставался до 1819 года. Из-за отказа его отца подчиниться определённым договорённостям, предложенным графом, Зера был выслан из Вестминстера, и его отец предложил Зере учиться, чтобы стать актёром. Он учился этой профессии в течение нескольких месяцев у Чарльза Кембла. Его первое появление, однако, настолько разочаровало и его инструктора, и его самого, что его не приняли на сцену, поэтому Зера занял должность ассистента в школе, а вскоре после этого поступил в собственную школу. К этому он добавил выполнение некоторых астрономических расчётов для Томаса Янга, тогдашнего секретаря Совета по долготе.
В 1824 году, когда умер отец Зеры, граф Бристоль и другие друзья позволили ему вернуться в Соединённые Штаты. Хотя обучение Зеры было нерегулярным, он проявил талант к языкам. Он отправился в Фэрфилд, штат Нью-Йорк, в качестве ассистента преподавателя академии; но не будучи доволен своим положением, в марте он переехал в Берлингтон, штат Вермонт, где преподавал французский язык, одновременно продолжая учёбу в Университете Вермонта. К концу 1825 года он присоединился к методистской церкви и, после девяти лет службы в качестве странствующего проповедника, в 1835 году поселился в Норуиче, штат Вермонт, а вскоре был назначен профессором языков в Дартмутском колледже в Ганновере.
В 1833 году Колберн опубликовал свою автобиографию. Из неё следует, что его способность к вычислениям исчезла примерно в то время, когда он достиг совершеннолетия. Он умер от туберкулёза в возрасте 35 лет и был похоронен на кладбище Старого Митинг-хауса Норуича.

## Семья
Его племянник, которого также звали Зера Колберн, был известным инженером и техническим журналистом.